# فروپاشی اجتماعی

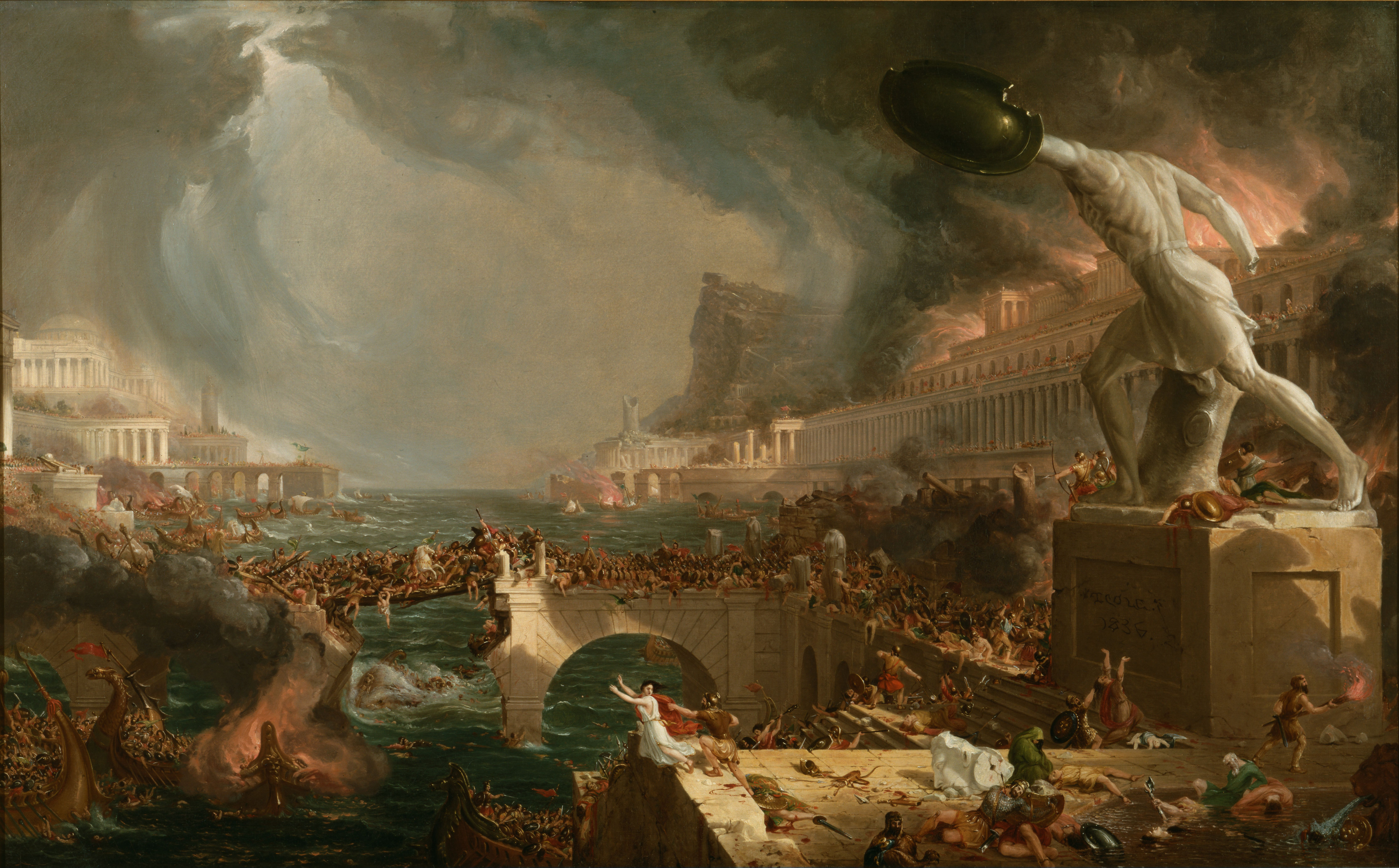
نابودی، دوره امپراتوری، اثر توماس کول (۱۸۳۶)

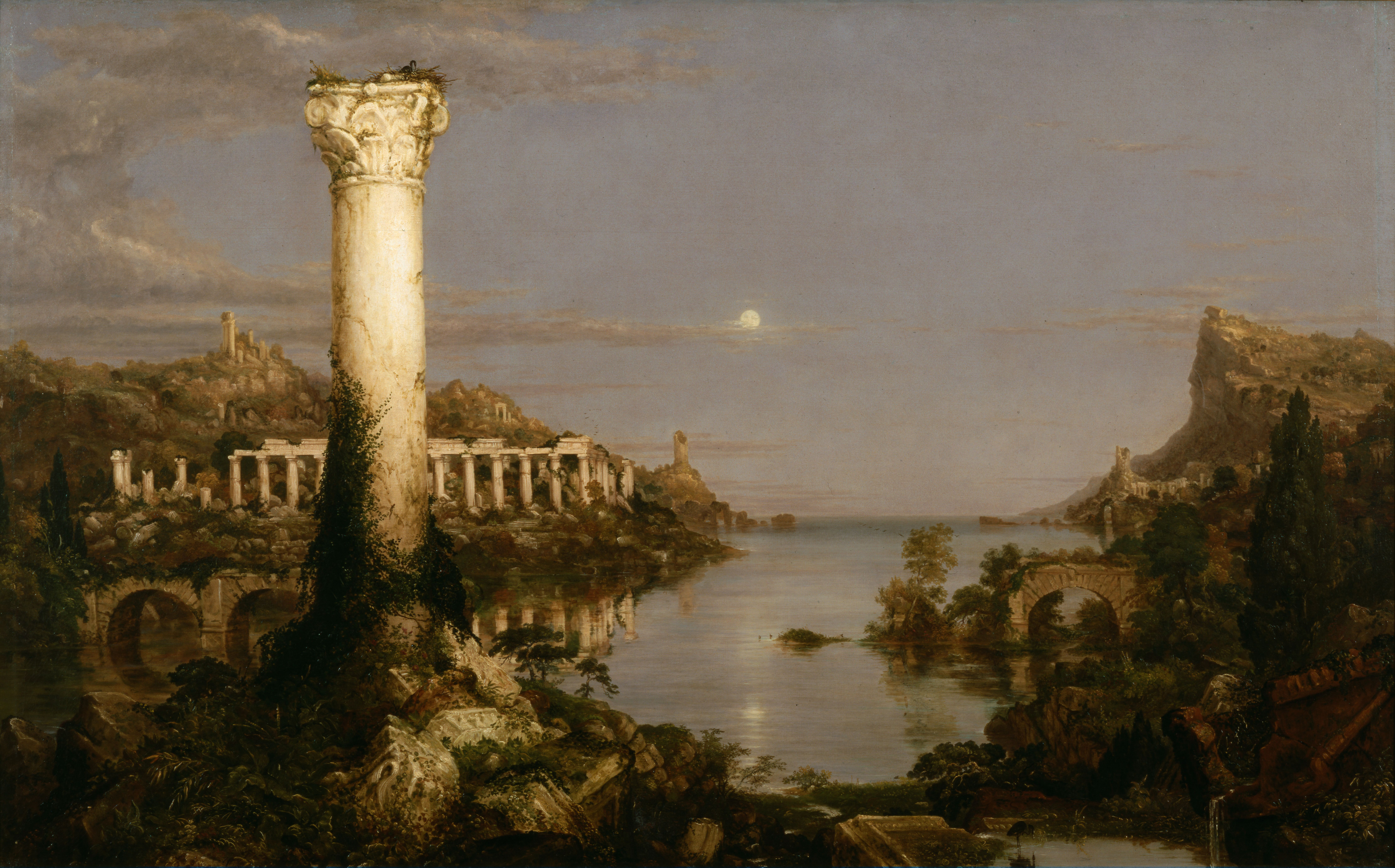
ویرانی، دوره امپراتوری، اثر توماس کول (۱۸۳۶)

فروپاشی اجتماعی (یا فروپاشی تمدنی) به سقوط یک جامعهٔ پیچیدهٔ انسانی از طریق نابودی هویت فرهنگی و هم‌تافتی اجتماعی-اقتصادی، درماندگی خدمات اجتماعی و رشد خشونت گفته می‌شود. از دلایل فروپاشی اجتماعی می‌توان به حوادث طبیعی، جنگ، بیماری‌های همه‌گیر، قحطی و کاهش جمعیت اشاره کرد. جامعه‌ای که فرو می‌پاشد ممکن است به وضعیت بدوی‌تری عقب‌نشینی کند یا درون یک جامعهٔ نیرومندتر جذب شود یا به‌طور کامل نابود گردد.
همهٔ تمدن‌ها فارغ از اندازه یا پیچیدگی عملاً چنین سرنوشتی را متحمل شده‌اند اما برخی از آن‌ها نظیر چین، مصر و یونان توانسته‌اند خود را احیا کرده یا دگرگون سازند و برخی دیگر همچون امپراتوری مایا یا تمدن جزیره ایستر به کلی محو شده‌اند. فروپاشی اجتماعی عموماً روندی سریع است. اما برخی از تمدن‌ها هر چند فروپاشیده نشده‌اند اما تدریجاً از صحنه محو گشته‌اند، نظیر آنچه برای امپراتوری بریتانیا از ۱۹۱۸ به بعد روی داد.
انسان‌شناسان، تاریخ‌نگاران و جامعه‌شناسان دلایل متنوعی برای فروپاشی تمدن‌ها مطرح کرده‌اند؛ مثلاً برخی دلایل سببی نظیر تغییرات زیست‌محیطی، اتمام منابع، پیچیدگی ناپایدار، زوال همبستگی اجتماعی، افزایش نابرابری، کاهش آرام توانایی‌های شناختی، نابودی خلاقیت و حتی بدشانسی را مطرح کرده‌اند. با این وجود کمتر دیده شده یک فرهنگ به‌طور کامل منقرض شود. در بیشتر موارد، جوامع جدیدی که از خاکستر جوامع نابودشده برمی‌خیزند علی‌رغم اینکه نسبت به جامعهٔ مادر پیچیدگی بسیار کمتری دارند، مشخصاً فرزند آن به‌شمار می‌آیند و شباهت زیادی با آن دارند.
دانشمندانی که بر موضوع فروپاشی اجتماعی مطالعه می‌کنند شامل مورخان، انسان‌شناسان، جامعه‌شناسان و دانشمندان علوم سیاسی هستند. اخیراً متخصصان پویایی کلیو و سامانه‌های پیچیده نیز به جمع آنها پیوسته‌اند.
لوک کِمپ جامعه‌شناس با مطالعه و تحلیل چندین تمدن باستانی که در میانهٔ سال‌های ۳۰۰۰ پیش از میلاد و ۶۰۰ میلادی وجود داشته و به تعریف او «جوامعی دارای کشاورزی، چندین شهر، تسلط نظامی در مناطق جغرافیایی خود و ساختار سیاسی مستمر بودند» به این نتیجه رسیده که عمرِ میانگین برای هر تمدن ۳۳۶ سال است. در این میان طولانی‌ترین تمدن‌ها به ترتیب متعلق به امپراتوری اکسوم در آفریقا (۱۱۰۰ سال)، اولمک در قاره آمریکا (۱۰۰۰ سال)، نورته چیکو در پرو (۸۲۷ سال) و کوتاه‌ترین متعلق به فریگیه در آناتولی (۴۳ سال)، امپراتوری ناندا در هند (۲۴ سال) و دودمان چین در چین (۱۴ سال) بوده‌اند.

## دلایل فروپاشی
از آنجا که جوامع انسانی سامانه‌های پیچیده‌ای هستند، عوامل عادی نظیر فاکتورهای اقتصادی، محیط زیستی، جمعیتی، اجتماعی و فرهنگی که توانایی تسریع در فروپاشی آنها را دارند، می‌توانند با هم به‌طور دومینووار عمل کرده و وضعیت را به جایی برسانند که هر گونه سازوکاری که امکان حفظ ثبات دارد را در خود ببلعند. تغییرات غیرمنتظره و ناگهانی که کارشناسان آنها را سامانه‌های غیرخطی می‌خوانند می‌توانند نشانه‌هایی از حرکت به سمت خطر باشند. گاهی اوقات ممکن است یک فاجعهٔ زیست‌محیطی (نظیر جنگ هسته‌ای، سونامی، زمین‌لرزه، همه‌گیری بیماری، آتش‌سوزی گسترده یا تغییرات آب و هوایی) به فروپاشی کمک کند. فاکتورهای دیگر نظیر فاجعهٔ مالتوسی، ازدیاد جمعیت یا اتمام منابع می‌توانند فروپاشی را تسریع کنند. گاهی ممکن است طبقات پایین تحت ستم در واکنش به نابرابری‌های بزرگ و فساد عیان که با عدم وفاداری به نظام سیاسی مستقر ترکیب شده‌اند، اقدام به شورش و به دست گرفتن قدرت کنند تا از طریق انقلاب، ثروت را از چنگ اقلیت متمول خارج سازند. در واقع تنوع گونه‌های شکست جوامع ارتباط مستقیمی با تنوع شکل‌هایی دارد که از طریق آنها به اوج رسیده‌اند. جارد دایموند استاد جغرافیا و فیزیولوژی در دانشگاه کلمبیا معتقد است جوامع از طریق جنگل‌زدایی، کاهش حاصل‌خیزی خاک، محدودیت‌های تجاری یا گسترش ناآرامی‌های داخلی نیز به فروپاشی رسیده‌اند.
هر جامعه‌ای چندین دوران خوشبختی و بدبختی را سپری می‌کند اما وقتی سقوط از اوج تمدن بسیار سخت باشد، می‌توان با جرئت از تحقق فروپاشی در آن جامعه صحبت کرد.